# Отдел „Търговия и хранителна промишленост“ при ЦК на БКП (1963 – 1965)
Отделът „Търговия и хранителна промишленост“ при ЦК на БКП съществува кратко време. Създаден е на основата на извадения в края на 1962 г. от отдел „Планово-финансово-търговски“ сектор „Търговия“. Един от завеждащите отдела е Горан Ангелов. Не след дълго отделът е закрит. Въпросите на търговията отново се поемат от отдел „Планово-финансов“, а на хранителната промишленост – от отдел „Селскостопански“.